# Ludmyła Suprun
Ludmyła Pawliwna Suprun, ukr. Людмила Павлівна Супрун (ur. 7 stycznia 1965 w Zaporożu) – ukraińska polityk i prawnik, deputowana dwóch kadencji, kandydatka na urząd prezydenta.

## Życiorys
Ukończyła w 1988 studia prawnicze na Kijowskim Uniwersytecie Państwowym im. Tarasa Szewczenki. Pracowała jako badacz naukowy, następnie w latach 90. w branży rolnej. W 1993 stanęła na czele przedsiębiorstwa „Інтерагро”. W 1997 wyróżniono ją tytułem „Bizneswoman Roku na Ukrainie”.
Rok później w okręgu jednomandatowym jako kandydatka niezależna uzyskała mandat posłanki do Rady Najwyższej. W trakcie kadencji przystąpiła do rządzącej wówczas Partii Ludowo-Demokratycznej (NDP). W 2002 uzyskała reelekcję z listy krajowej koalicji Za Jedyną Ukrainę. W 2005 objęła obowiązki przewodniczącego parlamentarnego komitetu ds. budżetu. W 2006, po rezygnacji Wałerija Pustowojtenki, stanęła na czele Partii Ludowo-Demokratycznej.
W 2006 i 2007 bez powodzenia startowała do Rady Najwyższej jako liderka list wyborczych koalicji małych ugrupowań skupionych wokół jej ugrupowania, działających odpowiednio pod nazwami Blok NDP i Blok Ludmyły Suprun. W 2009 zarejestrowała się jako kandydatka w wyborach prezydenckich 2010 (przegrała w pierwszej turze z wynikiem 0,19% głosów).